# Relaciones España-Zambia
Las relaciones España-Zambia son las relaciones bilaterales entre estos dos países. Zambia no tiene una embajada en Madrid pero tiene un consulado honorario en Madrid y su embajada en París, Francia está acreditada para España. España no tiene una embajada en Zambia, pero su embajada en Harare, Zimbabue está acreditada para este país y mantiene un consulado honorario en Lusaka.

## Relaciones diplomáticas
Las relaciones con España se consideran cordiales pero, al no tener programa de cooperación bilateral y no tener Embajada residente, las relaciones son limitadas y se enmarcan fundamentalmente en el contexto de las relaciones con la Unión Europea del Acuerdo de Cotonú con el Diálogo Político Art. 8 y el programa de cooperación del XI FED, del que España es el 5º contribuyente.
El nombramiento de una Embajadora (tras tres años con una Encargada de Negocios) que presentó sus cartas credenciales al Presidente Lungu el pasado 17
de septiembre de 2015 y las reuniones mantenidas con ese motivo con varios Ministros y otras autoridades, contribuyen sin duda al relanzamiento de las relaciones bilaterales y a mejorar la visibilidad y la presencia de España en este país.

## Relaciones económicas
En lo que respecta a 2015, las exportaciones española a Zambia se incrementaron en un 63,15% mientras que las importaciones se incrementaron un 163,85% respecto a 2014. Las exportaciones se elevaron a unos 15 millones de euros, y las importaciones a 9 millones de euros.
La clasificación de Zambia en cuanto a comercio bilateral con España en 2013 se refiere es la siguiente: como cliente se encontró en el puesto 149 (en 2012 el 150) y como proveedor en el puesto 128 (en 2012 el 129).

## Cooperación
España se comprometió con el desarrollo del país africano a través de Naciones Unidas y el Fondo Europeo de Desarrollo de la Unión Europea del cual España es el quinto contribuyente.
La labor de los misioneros españoles se centra en Zambia en el ámbito sanitario. Gran número de misioneros españoles desarrolla desde hace décadas una tarea de refuerzo y formación de personal sanitario en hospitales a las afueras de la capital.